# Solve Klove
Solve Huntiofsson, más conocido por su apodo Solve Klove, fue un vikingo hijo del caudillo noruego Huntiof de Nordmøre, que se dedicó a devastar las posesiones del rey Harald I de Noruega en las costas de Møre aliándose con los desposeídos de las ambiciosas conquistas reales, siguiendo las premisas de su padre de frenar los avances del rey Harald hacia el sur de Trøndelag que obligó al mismo monarca a pasar los inviernos en Trondheim.
Solve fue enemigo encarnizado del rey Harald y tras las derrotas de la primera y segunda batalla de Solskjell, escapó hacia las Hébridas y desde allí siguió devastando las posesiones noruegas y manteniendo continuos conflictos armados contra la corona durante muchos años. En uno de esos conflictos sucumbió Guttorm, hijo primogénito de Harald I de Noruega y Åsa, hija de Håkon Grjotgardsson. Hacia el año 890 el rey Harald le concedió a Guttorm el gobierno de Ranrike, que había conquistado al rey sueco Erik Anundsson, y tuvo la responsabilidad de defender Noruega frente a las embestidas de Suecia. Guttorm murió en una batalla naval contra Solve Klove.